# 1930 en Bretagne
 Chronologie de la Bretagne
- 1926
- 1927
- 1928
- 1929
- 1930
- 1931
- 1932
- 1933
- 1934

Cette page recense des événements qui se sont produits durant l'année 1930 en Bretagne.

## Société

### Naissance
- à Brest : Jacques Damase, mort le 11 juillet 2014 à Paris, est un éditeur français.

- 7 avril : Yves Rocher, industriel né à La Gacilly (Morbihan)[1]

- 22 juin : Xavier Grall, écrivain né à Landivisiau[2]

- 17 juillet à Brest (Finistère) : Georges Aber, nom de scène de Georges Poubennec, mort le 16 mars 2012 à Plougastel-Daoulas (Finistère), est un auteur-compositeur français.

### Décès
- 29 mars : Paul Bellamy, né à Brest, avocat et homme politique, maire radical de Nantes (1910-1928) et député de la Loire-Inférieure (1924-1928)[3].

## Politique
- 23 septembre : Victor Le Gorgeu, élu sénateur du Finistère à l'occasion d'un élection partielle[4].

## Infrastructures

### Constructions
- 12 septembre : Inauguration du barrage de Guerlédan[5].
- 9 octobre : Inauguration du pont Albert-Louppe sur l'Élorn, près de Brest.